# Zdeněk Tulis
Zdeněk Tulis (* 26. března 1956, Brno) je bývalý český fotbalista, brankář. Po skončení aktivní kariéry působil jako ředitel FC Vysočina Jihlava. V červnu 2017 byl majitelem klubu odvolán a nahrazen novým ředitelem Janem Staňkem. V Archivu bezpečnostních složek je veden jako tajný spolupracovník (49804) a agent (A4949) StB pod krycím jménem Vitik. V roce 2016 získal ocenění Cena za přínos pro sport v anketě Sportovec Kraje Vysočina.

## Fotbalová kariéra
Je odchovancem žebětínského a královopolského fotbalu. V československé lize hrál za Duklu Praha, Slovan Bratislava a SK Sigma Olomouc. V československé lize nastoupil v 86 utkáních. Dále hrál za Zbrojovku Brno. Vítěz Československého poháru 1982.
V České národní fotbalové lize 1983/84 si v dresu Sigmy Olomouc připsal rekordní sérii 935 minut bez obdrženého gólu.

## Ligová bilance
| Ročník                                   | Zápasy | Góly | Klub                       |
| ---------------------------------------- | ------ | ---- | -------------------------- |
| 1. československá fotbalová liga 1980/81 | 1      | 0    | ASVS Dukla Praha           |
| 1. československá fotbalová liga 1981/82 | 26     | 0    | TJ Slovan CHZJD Bratislava |
| 1. československá fotbalová liga 1982/83 | 8      | 0    | TJ Slovan CHZJD Bratislava |
| 1. československá fotbalová liga 1984/85 | 17     | 0    | TJ Sigma ZTS Olomouc       |
| 1. československá fotbalová liga 1985/86 | 30     | 0    | TJ Sigma ZTS Olomouc       |
| 1. československá fotbalová liga 1986/87 | 4      | 0    | TJ Sigma ZTS Olomouc       |
| CELKEM                                   | 86     | 0    |                            |